# Печатный двор Киево-Печерской лавры

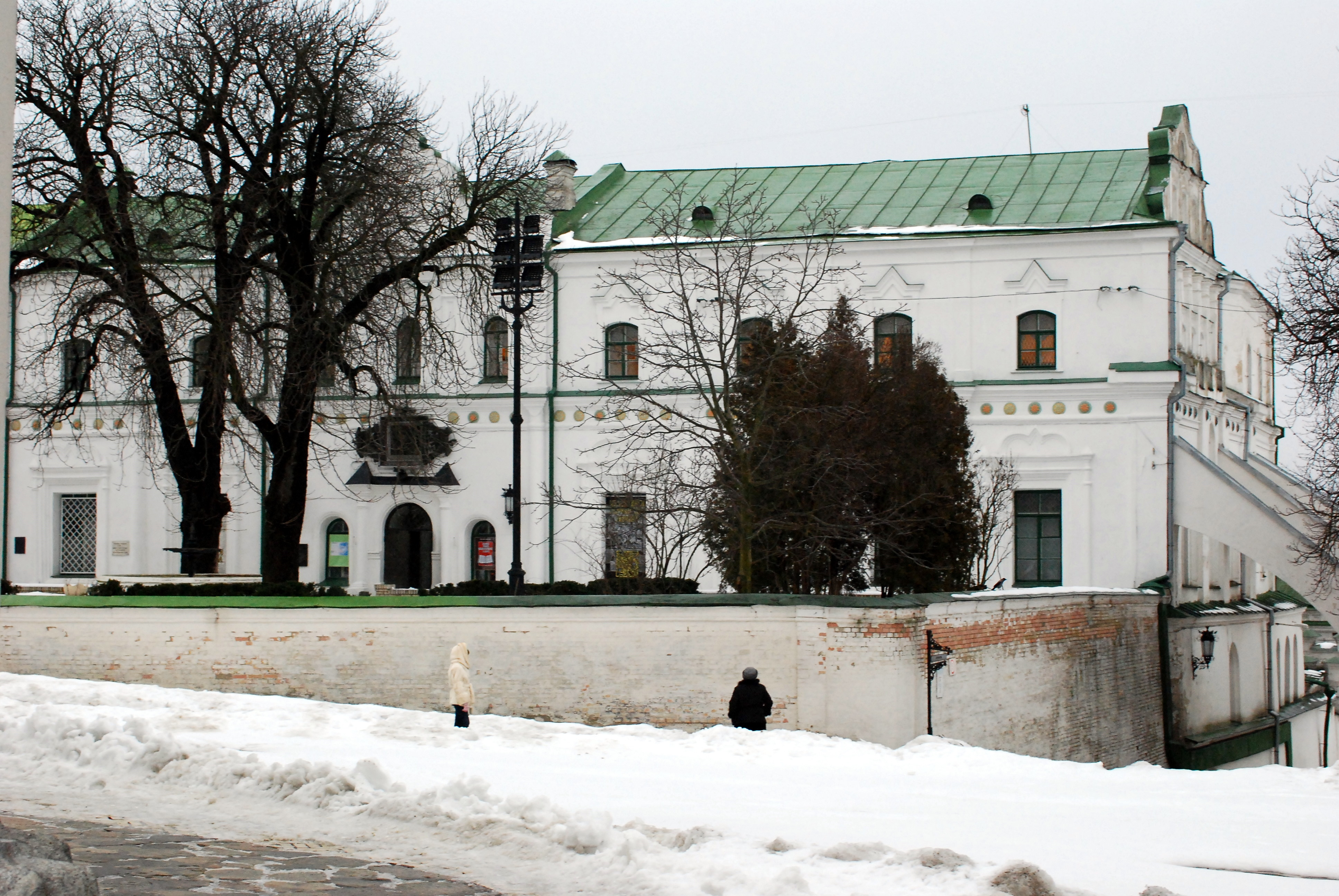
Здание современного Музея книги и книгопечатания, в котором ранее располагался Лаврский печатный двор

Печатный двор Киево-Печерской лавры — одна из старейших и исторически наиболее влиятельных типографий Малой Руси. Была основана на пике противостояния униатов и православных в 1615 году архимандритом Киево-Печерской лавры Елисеем Плетенецким, учредившим также Радомышльскую бумажную фабрику. При создании Печатного двора было использовано оборудование Стратинской типографии, приобретённое у епископа Гедеона (Балабана).
В декабре 1616 года была издана первая книга — «Часослов». До 1624 года Плетенецкий издал 11 значимых произведений религиозной, исторической и полемической литературы, в частности, Антологион (1619), Номоканон (1620, 1624), Служебник (1620). В течение короткого времени вокруг типографии образовался кружок учёных, просветителей и писателей. Активную роль в нём играли Захария Копыстенский, Памво Берында, Лаврентий Зизаний, Тарасий Земка, Петр Могила и многие другие.
Большинство изданий Лаврского печатного двора издавалось на старославянском языке, однако встречались книги и на других языках. Характерной особенностью была попытка издателей приблизить книги к читателю через перевод некоторых разделов на язык, близкий к разговорному. Деятели упомянутого киевского кружка перевели и отредактировали «Беседы Иоанна Златоуста о 14 посланиях св. Апостола Павла» (1623) и «Беседы Иоанна Златоуста о действиях святых Апостолов» (1624).
В 1625 году в типографии напечатали ещё одно значительное богословское произведение «Толкования Андрея Кесарийского Апокалипсиса Иоанна Богослова». Большой популярностью пользовалось «Евангелие учительное» (1637) — сборник наставлений в воскресные дни, избранных из произведений Иоанна Златоуста.
Издания Киево-Печерской типографии отличались сложной полиграфической техникой. Многие из них, особенно богословские произведения, издавались крупным форматом, имели парадный вид, и, следовательно, стоили дорого. Книги, рассчитанные на более массовое потребление («Часослов», «Псалтырь», «Лексикон»), стихотворная литература печаталась в малом формате. Лаврские издания начинались с титульного листа, украшенного гравюрами на сюжет книги. Кроме названия книги, на нём отмечались год и место издания. На оборотной стороне помещали герб меценатов типографии.
Первичная печатня была деревянной и одноэтажной. Её внешний вид запечатлён на гравюре 1638 года. В 1701 году деревянное строение заменили на каменное, которое было повреждено пожаром 1718 года. Печатню отремонтировали, а со временем надстроили второй этаж.